# Bellview (Florida)
Bellview es un lugar designado por el censo ubicado en el condado de Escambia en el estado estadounidense de Florida. En el Censo de 2010 tenía una población de 23.355 habitantes y una densidad poblacional de 765,55 personas por km².

## Geografía
Bellview se encuentra ubicado en las coordenadas 30°27′45″N 87°18′50″O / 30.46250, -87.31389. Según la Oficina del Censo de los Estados Unidos, Bellview tiene una superficie total de 30.51 km², de la cual 30.15 km² corresponden a tierra firme y (1.16%) 0.35 km² es agua.

## Demografía
Según el censo de 2010, había 23.355 personas residiendo en Bellview. La densidad de población era de 765,55 hab./km². De los 23.355 habitantes, Bellview estaba compuesto por el 71.04% blancos, el 18.33% eran afroamericanos, el 0.78% eran amerindios, el 4.38% eran asiáticos, el 0.22% eran isleños del Pacífico, el 1.04% eran de otras razas y el 4.21% pertenecían a dos o más razas. Del total de la población el 4.42% eran hispanos o latinos de cualquier raza.